# Nikola Bursać
Nikola Bursać (* 2. August 1995) ist ein serbischer Mittel- und Langstreckenläufer.

## Sportliche Laufbahn
Erste internationale Erfahrungen sammelte Nikola Bursać im Jahr 2013, als er bei den Junioreneuropameisterschaften in Rieti in 3:46,41 min den sechsten Platz im 1500-Meter-Lauf belegte. Im Jahr darauf wurde er wegen eines Dopingverstoßes für ein Jahr gesperrt. 2015 erreichte er dann bei den U23-Europameisterschaften in Tallinn nach 3:49,00 min Rang zwölf. 2017 gewann er bei den Balkan-Hallenmeisterschaften in Belgrad in 3:47,93 min die Bronzemedaille und 2021 sicherte er sich bei den Balkan-Hallenmeisterschaften in Istanbul in 3:46,91 min die Silbermedaille.
In den Jahren 2018 und 2020 wurde Bursać serbischer Meister im 3000-Meter-Lauf sowie 2021 Hallenmeister über 1500 Meter.

## Persönliche Bestleistungen
- 1500 Meter: 3:41,00 min, 3. Juni 2015 in Ponzano Veneto
  - 1500 Meter (Halle): 3:45,64 min, 10. Februar 2017 in Linz
- 3000 Meter: 8:30,19 min, 6. September 2020 in Novi Pazar
  - 3000 Meter (Halle): 8:18,54 min, 14. Februar 2015 in Budapest